# Свадьба (песня)
«Свадьба» — песня Арно Бабаджаняна на стихи Роберта Рождественского из репертуара Муслима Магомаева. Появилась в репертуаре певца в 1971 году. Впервые песня прозвучала в программе Песня года в 1971 году. Этой вокальной композиции жюри Песни-71 сразу же присудило приз «За лучшую песню».

## О песне
Песня «Свадьба» — принадлежит нотам одного из выдающихся советских «хитмейкеров» — Арно Бабаджаняну. Сочинил он её специально для популярного певца того времени Муслима Магомаева, творческий союз с которым на тот момент знал немало популярных песен. Муслим Магомаев задал концепцию этому вокальному шедевру, он исполнил её творчески и запоминающимся образом.
Необходимо заметить, что для «Свадьбы» композитор сумел повторить структуру своего прежнего хита — «Чёртовое колесо». И здесь и там задумчивые неспешные куплеты резко сменяются залихватскими припевами с поистине с цыганским размахом. Стихи Роберта Рождественского только добавили контраста. Исполнение ведётся от лица, который увидел свадебную процессию и пожалел, что сам остается без спутницы жизни. И грусть, и веселье в одной песне.

## Цитаты о песне
- «Как известно, песни состоят из трёх компонентов — композитора, поэта и исполнителя. Но Муслима смело и по праву можно назвать соавтором композитора и поэта. Приведу простой пример с песней „Свадьба“. Она была мною написана для нового спектакля мюзик-холла в сатирическом плане и называлась „Понедельник — день тяжёлый“. Мы с Робертом Рождественским показали её Муслиму. Услышав её, он сказал, что эта песня должна быть решена в ином ключе, она должна быть звонкой и лихой, в общем, праздничной. Мысль Муслима нам понравилась, мы её переделали, сделали такой, какой её знают сегодня. Муслим — это певец, который своим мастерством превращает песни в праздник». — Арно Бабаджанян;

## Другие исполнители песни
- Иосиф Кобзон
- Лев Лещенко
- Валерий Меладзе
- Кукрыниксы
- Николай Басков